# Rubén Oscar Frassia
Rubén Oscar Frassia (ur. 1 grudnia 1945 w Buenos Aires) – argentyński duchowny rzymskokatolicki, biskup pomocniczy Buenos Aires w latach 1992–1993, biskup diecezjalny San Carlos de Bariloche w latach 1993–2000, biskup diecezjalny Avellaneda-Lanús w latach 2000–2020, od 2020 biskup senior diecezji Avellanedy-Lanús.

## Życiorys
Rubén Oscar Frassia urodził się 1 grudnia 1945 w Buenos Aires. Uczęszczał do archidiecezjalnego seminarium duchownego w Buenos Aires (1967–1973), a w 1982 na Papieskim Uniwersytecie Gregoriańskim w Rzymie, uzyskał licencjatat z teologii moralnej. Święcenia prezbiteratu przyjął 24 listopada 1973.
Po święceniach pełnił przede wszystkim funkcje duszpasterskie w parafiach archidiecezji. Był także zastępcą dyrektora seminarium przygotowawczego w Buenos Aires.
26 lutego 1992 papież Jan Paweł II prekonizował go biskupem pomocniczym Buenos Aires ze stolicą tytularną Caeciri. Święcenia biskupie otrzymał 4 kwietnia 1992 w katedrze Trójcy Przenajświętszej. Udzielił mu ich kardynał Antonio Quarracino, arcybiskupa metropolity Buenos Aires, w asyście Carlos Walter Galán Barry, arcybiskupa metropolity La Plata, i Eduardo Mirás, biskupa pomocniczego Buenos Aires. Jako zawołanie biskupie przyjął słowa „Adveniat regnum Tuum” (Przyjdź królestwo Twoje).
22 lipca 1993 papież mianował go biskupem diecezjalnym nowo powstałej diecezji San Carlos de Bariloche. Ingres do katedry Matki Bożej Nahuel Huapi w Bariloche, w trakcie którego kanonicznie objął urząd, odbył 15 października 1993.
25 listopada 2000 papież Jan Paweł II przeniósł go na stolicę biskupią Avellanedy (od kwietnia 2001 Avellaneda-Lanús). Urząd objął kanonicznie 3 marca 2001, wraz z ingresem do katedry Wniebowzięcia Najświętszej Marii Panny. 7 sierpnia 2020 papież Franciszek przyjął jego rezygnację z obowiązków biskupa diecezjalnego Avellanedy-Lanús.